# Русенештій-де-Сус
Русенештій-де-Сус (рум. Rusăneștii de Sus) — село у повіті Олт в Румунії. Входить до складу комуни Войняса.
Село розташоване на відстані 154 км на захід від Бухареста, 22 км на південний захід від Слатіни, 28 км на схід від Крайови.

## Населення
За даними перепису населення 2002 року у селі проживали 269 осіб. Усі жителі села рідною мовою назвали румунську.
Національний склад населення села:
| Національність | Кількість осіб | Відсоток |
| -------------- | -------------- | -------- |
| румуни         | 248            | 92,2%    |
| цигани         | 21             | 7,8%     |